# 1961 في الهند
فيما يلي قوائم الأحداث التي وقعت خلال عام 1961 في الهند.

## سياسة

### تعيين في المنصب
- 4 أبريل – لال بهادور شاستري وزير الشؤون الداخلية [الإنجليزية]‏.

## رياضة
- 1 يناير – كأس ديفيز 1961 الفائز منتخب أستراليا لكأس ديفيز.

## مواليد

### يناير
- 1 يناير – آرفيند غوبتا عالِم حاسوب هندي.
- 1 يناير – سامبات بال ديفي ناشطة هندية.
- 1 يناير – سنجاي سيث
- 1 يناير – سيم جيل سياسي أمريكي.
- 1 يناير – هارجيندر سينغ جيندا
- 7 يناير – سوبريا بثاك ممثلة هندية.[1]

### فبراير
- 3 فبراير – سليل شيتي موظف مدني هندي.[2]
- 11 فبراير – راجات كابور
- 18 فبراير – دينا ميهتا
- 21 فبراير – أبهيجيت بانيرجي[3]

### مارس
- 5 مارس – موكيش ممثل هندي.
- 13 مارس – ديريك أوبراين سياسي هندي.
- 20 مارس – جيمس ماثيو سياسي هندي.
- 26 مارس – أنو مالهوترا
- 26 مارس – كيفن ميشيل سياسي أسترالي.

### أبريل
- 19 أبريل – فيناي لال مؤرخ هندي.[4]
- 25 أبريل – دينيش دسوزا[5]

### مايو
- 13 مايو – ليلليت دوبي ممثلة هندية.
- 26 مايو – ترسيم سينغ مخرج أفلام هندي.[6]
- 30 مايو – في. رافيشندران

### يونيو
- 5 يونيو – راميش كريشنان لاعب كرة مضرب هندي.
- 12 يونيو – سونيل باتا مخرج أفلام هندي.
- 25 يونيو – ساتيش شاه ممثل هندي.

### يوليو
- 23 يوليو – فيكرام تشاندرا كاتب هندي.[7]

### أغسطس
- 4 أغسطس – سنجاي كول سياسي هندي.
- 11 أغسطس – سونيل شيتي ممثل هندي.
- 15 أغسطس – أنور جمال
- 15 أغسطس – راكيش موهان جوشي كاتب هندي.
- 21 أغسطس – ك. د. سينغ سياسي هندي.
- 28 أغسطس – ديباك ديجوري[8]

### سبتمبر
- 20 سبتمبر – جوي ماثيو

### أكتوبر
- 6 أكتوبر – كمال باتل سياسي هندي.
- 14 أكتوبر – بارميت سيثي ممثل هندي.

### نوفمبر
- 2 نوفمبر – شيشير كوروب ممثل أمريكي.
- 16 نوفمبر – ماوريسيو أفونسو لاعب كرة قدم هندي.
- 19 نوفمبر – فيفيك ممثل هندي.[9]
- 23 نوفمبر – سنجاي بوري
- 24 نوفمبر – أرونداتي روي[10]

## وفيات

### يناير
- 28 يناير – باتريشيا ونتورث (مواليد 1878) كاتبة بريطانية.[11]

### يونيو
- 27 يونيو – آرثر روبرتس (مواليد 1874) لاعب كركيت من المملكة المتحدة.

### يوليو
- 20 يوليو – بيرسي برات (مواليد 1874)